# Shiranui (cacciatorpediniere)
Lo Shiranui (不知火? lett. "Spuma fosforescente"), in passato reso anche come Shiranuhi, è stato un cacciatorpediniere della Marina imperiale giapponese, prima unità della classe Kagero. Fu varato nel giugno 1938 dal cantiere Uraga di Tokyo.
Nave ammiraglia della 18ª Divisione, rimase inquadrato nella 1ª Flotta aerea del viceammiraglio Chūichi Nagumo dall'attacco di Pearl Harbor fino alla primavera inoltrata del 1942, quando fu distaccato per rafforzare la scorta al convoglio d'invasione per l'atollo di Midway. Inviato a Kiska nelle isole Aleutine, fu gravemente danneggiato da un sommergibile statunitense e rimase in riparazione fino al novembre 1943; rientrò in servizio con compiti di difesa del traffico navale dapprima verso la Nuova Guinea, poi tra le isole Curili. A metà ottobre 1944 fu fatto confluire con la 5ª Flotta a Coron nelle Filippine e partecipò brevemente alla battaglia del Golfo di Leyte. Fu affondato da un attacco aereo il 27 ottobre, mentre si dirigeva a prestare aiuto a un cacciatorpediniere amico.

## Servizio operativo

### Costruzione
Il cacciatorpediniere Shiranui fu ordinato nell'anno fiscale edito dal governo giapponese nel 1937. La sua chiglia fu impostata nel cantiere navale della ditta Uraga, vicino a Tokyo, il 30 agosto 1937 e il varo avvenne il 28 giugno 1938; fu completato il 20 dicembre 1939. La nave formò con il gemello Kagero, il Kasumi e l'Arare (questi ultimi appartenenti alla precedente classe Asashio) la 18ª Divisione cacciatorpediniere, posta alle dipendenze della 2ª Squadriglia della 2ª Flotta. L'unità fu scelta come ammiraglia della divisione e, pertanto, accolse a bordo il comandante capitano di vascello Yoshito Miyasaka con il suo stato maggiore.

### 1941-1942
Passato al comando del capitano di fregata Shizuo Akazawa, lo Shiranui salpò da Saeki con il resto della divisione d'appartenenza il 18 novembre 1941 e arrivò il 22 alla baia di Hitokappu, sull'isola di Etorofu: qui si radunò la 1ª Flotta aerea del viceammiraglio Chūichi Nagumo per effettuare l'attacco di Pearl Harbor. Lo Shiranui e i gregari rimasero a protezione delle portaerei nel corso dell'andata, delle operazioni aeree e della traversata di ritorno, conclusasi il 24 dicembre a Kure. L'8 gennaio 1942 lo Shiranui salpò alla testa della divisione sempre per scortare le portaerei, questa volta dirette alla grande base di Truk in pieno oceano e raggiunta il 14; da qui la 1ª Flotta aerea al completo salpò il 20 e lanciò un attacco aereo su Rabaul in Nuova Britannia. Il giorno successivo lo Shiranui e altri cacciatorpediniere furono distaccati con le portaerei Shokaku e Zuikaku che colpirono obiettivi a Lae e Salamaua (21 gennaio) per poi dare copertura aerea allo sbarco a Rabaul e a Kavieng (23 gennaio). Lo Shiranui e la divisione rientrarono a Truk il 29 ma, due giorni dopo, giunsero notizie di raid aeronavali statunitensi contro le isole Marshall: subito la 1ª Flotta aerea partì verso est per dare battaglia, ma senza esito. La squadra diresse dunque per le isole Palau, ove si fermò l'8 febbraio per riorganizzarsi; il 19 lo Shiranui vigilò sulle portaerei, impegnate a devastare Darwin in Australia, e poi le riaccompagnò alla baia Staring a Celebes, toccata il 21. Le scortò pochi giorni dopo nello spostamento a sud dell'isola di Giava per perfezionarne il blocco aeronavale e, il 1º marzo, affondò assieme al Kasumi un mercantile in fuga. Il 5 marzo, dopo un pesante attacco dei gruppi imbarcati, tornò alla baia Staring con le portaerei, dove gettò le ancore l'11 marzo. L'equipaggio ebbe accordato un breve riposo prima del coinvolgimento dello Shiranui e della divisione tutta nell'incursione giapponese nell'Oceano Indiano. La flotta salpò il 27 marzo e, nella prima metà di aprile, i velivoli giapponesi colpirono duramente Ceylon, ma la Eastern Fleet britannica non si fece vedere in forze, pertanto Nagumo tornò indietro.

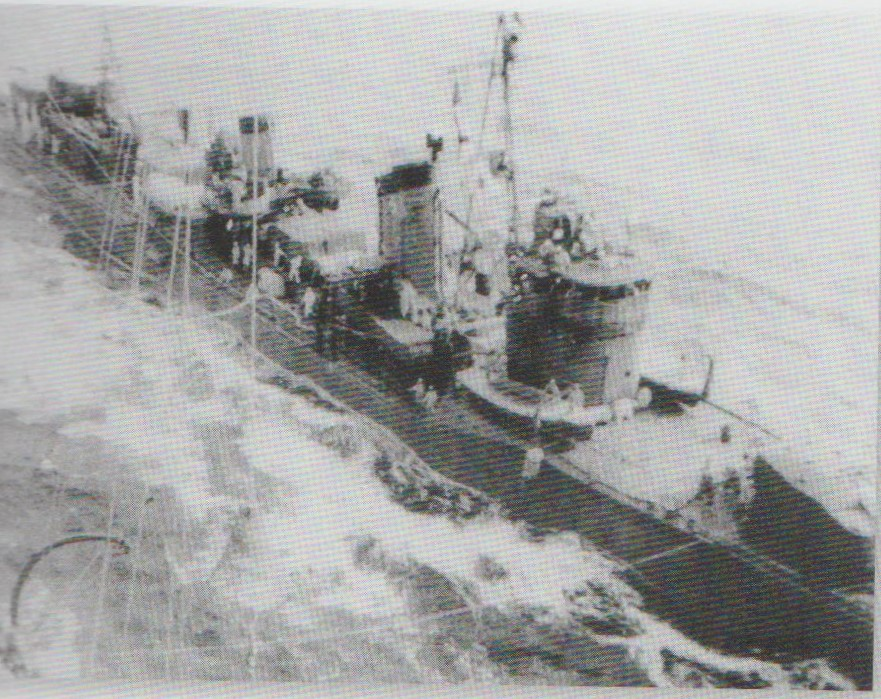
Lo Shiranui si prepara a un rifornimento in navigazione, durante le operazioni nipponiche nell'Oceano Indiano

Il 23 aprile lo Shiranui si fermò a Kure, per ricevere riparazioni e manutenzione. Il 21 maggio, di nuovo in efficienza, l'unità partì con tutta la 2ª Squadriglia per portarsi a Saipan il 25 e prendere in carico un convoglio d'invasione per l'atollo di Midway, indicato come prossimo obiettivo dall'ammiraglio Isoroku Yamamoto: la battaglia a inizio giugno, però, fu uno scontro tra sole portaerei vinto dalla United States Navy e l'occupazione dell'atollo fu annullata. Lo Shiranui ebbe ordine di ripiegare a Truk con la 18ª Divisione, da dove partì il 17 giugno per scortare, con i gregari, la 7ª Divisione incrociatori (Kumano, Suzuya) e una petroliera sino a Kure (23 giugno). Dalla città lo Shiranui, il Kasumi e l'Arare proseguirono per Yokosuka e assunsero la difesa della nave appoggio idrovolanti Chiyoda, che doveva recare rifornimenti a Kiska – nelle isole Aleutine occidentali, occupata poco dopo la sconfitta a Midway. Le navi arrivarono il 4 luglio e gettarono le ancore dinanzi al porto naturale; furono così un facile bersaglio per il sommergibile USS Growler, che penetrò non visto nella baia il 5 e lanciò un fascio di siluri che arrecò gravissimi danni. Lo Shiranui fu quasi spaccato in due poco dietro il fumaiolo anteriore, ma la struttura della nave resse e ci furono solo tre morti; fu giocoforza procedere sul posto con riparazioni sommarie prima che il cacciatorpediniere Inazuma, il 15 agosto, lo prendesse a rimorchio per spostarlo all'isola di Shimushu. Da qui lo Shiranui fu trainato fino a Maizuru e lì ormeggiato il 3 settembre: era stato intanto spostato nella riserva. La ricostruzione durò più di un anno, durante il quale il comando ruotò tra diversi ufficiali.

### 1943
Nel corso dei lunghi lavori lo Shiranui fu dotato di una più potente contraerea: i due affusti binati con cannoni Type 96 da 25 mm furono scambiati con altrettante installazioni triple; davanti alla torre di comando, invece, una coppia di Type 96 fu sistemata su una piattaforma appositamente costruita. Fu infine rimossa la torretta sopraelevata con pezzi da 127 mm per fare posto ad altri due affusti tripli di Type 96, mentre per la lotta antisommergibile la riserva di bombe di profondità crebbe a trentasei e furono aggiunti due lanciatori; al contrario, i paramine furono eliminati. Risale forse a questa occasione anche l'aggiunta di un radar Type 22 per bersagli navali: l'apparato fu posto su una piccola piattaforma ancorata all'albero tripode prodiero, che fu rinforzato e attorno alla cui base fu costruita una piccola camera per gli operatori. Passato al comando del capitano di corvetta Teisaburō Ara il 1º novembre, riprese servizio due settimane più tardi e fu assegnato alla debole 9ª Flotta, operante in Nuova Guinea e incaricata di assicurare il flusso di rifornimenti alle forze laggiù impegnate. Da allora lo Shiranui operò prevalentemente sulle rotte che da Saeki, passando per le Palau, avevano il capolinea a Wewak e Hollandia, con saltuarie deviazioni verso l'Isola di Formosa o Kure.

### 1944 e l'affondamento
Il 1º marzo 1944, intanto, lo Shiranui era stato trasferito alla 9ª Divisione, 1ª Squadriglia, alle dipendenze della 5ª Flotta che si occupava delle acque settentrionali dell'Impero giapponese. Arrivato a Kure il 22 marzo dalle isole Palau, lo Shiranui ebbe notificato che la divisione d'appartenenza era stata ridesignata 18ª, quindi salpò il 2 aprile alla volta di Ominato. Qui giunto assunse il ruolo di ammiraglia e imbarcò il capitano di vascello Yoshio Inoue, che comandava la divisione; quindi, nelle settimane successive, fu occupato in regolari pattugliamenti e scorte anche a grandi navi da guerra, come gli incrociatori pesanti Nachi e Ashigara da Ominato a Kure. All'inizio di agosto fu richiamato a Yokosuka e ne partì l'11 per difendere gli incrociatori leggeri Tama e Kinu incaricati di trasportare rinforzi a Chichi-jima. Durante l'estate lo Shiranui arricchì la contraerea di bordo con un numero imprecisato di cannoni Type 96 su affusto singolo, quattro secondo una fonte e sette per un'altra; fu anche equipaggiato con un radar radar Type 13 all'albero di maestra, per l'intercettazione aerea.
Il 14 ottobre scortò la 21ª Divisione incrociatori (Nachi, Ashigara) da Kure sino a Coron nelle Filippine, raggiunta il 23 passando per la base militare di Mako nelle isole Pescadores: a Coron si assemblò infatti la 5ª Flotta del viceammiraglio Kiyohide Shima, una delle formazioni giapponesi coinvolte nella complessa battaglia del Golfo di Leyte. Nella notte tra il 24 e il 25 lo Shiranui si spinse con la flotta sino allo Stretto di Surigao, dove già la squadra del viceammiraglio Shōji Nishimura era stata annientata; dopo che un siluro aveva colpito l'incrociatore leggero Abukuma, Shima ordinò di ripiegare a Coron. Il 26 distaccò lo Shiranui alla ricerca dell'"Unità da trasporto", ovvero l'incrociatore Kinu e il cacciatorpediniere Uranami che, prima della battaglia, avevano fatto rotta per l'isola di Leyte allo scopo di sbarcarvi rinforzi, per poi riunirsi alla 5ª Flotta: in realtà queste due navi erano state già affondate dai velivoli statunitensi. Lo Shiranui ricevette pertanto, il 27 ottobre, l'ordine di andare in soccorso del cacciatorpediniere Hayashimo, fatto incagliare a ovest di Caluya e privo di energia motrice, ma fu localizzato e attaccato da aerei imbarcati del Task Group 77. Colò a picco 80 miglia a nord di Iloilo (12°00′N 122°30′E) con tutto l'equipaggio, compreso il capitano di vascello Inoue comandante della 18ª Divisione.
Il 10 dicembre 1944 lo Shiranui fu depennato dalla lista del naviglio in servizio con la Marina imperiale.